# شگفتی‌های بیکران آفرینش
شگفتی‌های بیکران آفرینش (به انگلیسی: The Infinite Wonders of Creation)  سومین آلبوم استودیویی لوکا توریلی، آهنگساز، ترانه‌نویس و نوازندهٔ ایتالیایی و آخرین فصل از سولوی سه‌گانهٔ او موسوم به «حماسهٔ ادیسهٔ تقدیری» است که در سال ۲۰۰۶ و به موازات فعالیت‌های توریلی در گروه راپسودی آو فایر، با خوانندگی اولاف هایر  و بریجیت فوگله منتشر شد.

## فهرست آهنگ‌ها
آهنگسازی، ترانه‌سرایی و تنظیم برای ارکستر تمامی قطعات این آلبوم را لوکا توریلی انجام داده است. این آلبوم دارای ۱۰ ترک به شرح زیر است:
| شماره | نام                                                         | مدت   |
| ----- | ----------------------------------------------------------- | ----- |
| ۱.    | «رازهای دوران‌های فراموش‌شده (Secrets of Forgotten Ages)»     | ۰۳:۳۲ |
| ۲.    | «مادر طبیعت (Mother Nature)»                                | ۰۴:۳۹ |
| ۳.    | «فرشتگان طلوع زمستانی (Angels of the Winter Dawn)»          | ۰۴:۱۶ |
| ۴.    | «ارتفاعات (Altitudes)»                                      | ۰۴:۳۷ |
| ۵.    | «معجزهٔ زندگی (The Miracle of Life)»                         | ۰۴:۲۴ |
| ۶.    | «ماه نقره‌فام (Silver Moon)» (گیتار سولو از دومینیک لورکین)  | ۰۵:۳۷ |
| ۷.    | «وحی کیهانی (Cosmic Revelation)»                            | ۰۴:۴۸ |
| ۸.    | «هرم‌ها و دروازه‌های ستارگان (Pyramids and Stargates)»        | ۰۶:۱۷ |
| ۹.    | «مرموز و الهی (Mystic and Divine)»                          | ۰۴:۲۱ |
| ۱۰.   | «شگفتی‌های بیکران آفرینش (The Infinite Wonders of Creation)» | ۰۸:۳۹ |

در نسخهٔ با تیراژ محدود آلبوم علاوه بر این ۱۰ قطعه، یک قطعهٔ اضافه نیز که اجرایی از ترک «ارتفاعات» با پیانو با مدت‌زمان ۳ دقیقه و ۲۰ ثانیه است نیز گنجانده شده‌است. همچنین در این نسخه یک سی‌دی اضافه شامل پروژهٔ بعدی لوکا توریلی با نام لوکا توریلیز دریم‌کوئست نیز وجود دارد که شامل ۴ قطعهٔ زیر است:
| شماره | نام                             | مدت  |
| ----- | ------------------------------- | ---- |
| ۱.    | «ویروس (Virus)» (نسخهٔ تک‌آهنگ)   | ۳:۳۷ |
| ۲.    | «ضد ویروس (Antivirus)» (ریمیکس) | ۳:۱۴ |
| ۳.    | «خیلی دیر است (Too Late)»       | ۴:۲۸ |
| ۴.    | «آه الهی (Sospiro Divino)»      | ۳:۵۷ |

## اعضا
اصلی
- لوکا توریلی – گیتار، کیبورد، پیانو
- اولاف هایر – خوانندهٔ مرد
- بریجیت فوگله - خوانندهٔ زن، کُر، سوپرانو
- ساشا پیت – گیتار بیس
- رابرت هونکه-ریتزو – درامز

مهمان
- دومینیک لورکین - گیتار (ترک ۶)
- پِروین مور - آواز تِنور، کُر